# Refugio (Texas)
Refugio é uma cidade  localizada no estado norte-americano do Texas, no Condado de Refugio.

## Demografia
Segundo o censo norte-americano de 2000, a sua população era de 2941 habitantes.
Em 2006, foi estimada uma população de 2777, um decréscimo de 164 (-5.6%).

## Geografia
De acordo com o United States Census Bureau tem uma área de
4,1 km², dos quais 4,1 km² cobertos por terra e 0,0 km² cobertos por água. Refugio localiza-se a aproximadamente 14 m acima do nível do mar.

## Localidades na vizinhança
O diagrama seguinte representa as localidades num raio de 36 km ao redor de Refugio.